# The Sun (banda)
The Sun (fins al 2009 Sun Eats Hours) és una banda creada a Vicenza, Itàlia l'any 1997. El seu estil es podria definir com a hardcore melòdic, influït per altres bandes com The Offspring, Pennywise, AFI o NOFX.

## Composició
Està formada per 4 membres:
- Francesco "The President" Lorenzi - veu i guitarra
- Ricky "Trash" Rossi - bateria
- Matteo "Lemma" Reghelin - baix
- Gianluca "Boston" Menegozzo - guitarra i veu

## Discografia
La seva discografia consta de 7 àlbums:
- “Don't Waste Time” (2000)
- “Will” (2002)
- “Tour All Over” (2003)
- “The Last Ones” (2005)
- “Metal Addiction” (2006)
- “Spiriti del Sole” (2010)
- “Luce” (2012)